# Citrus Ridge
Four Corners o Citrus Ridge es un lugar designado por el censo ubicado en los condados de Lake (principal), Polk, Osceola y Orange en el estado estadounidense de Florida. En el Censo de 2010 tenía una población de 26.116 habitantes y una densidad poblacional de 201,2 personas por km².

## Geografía
Four Corners se encuentra ubicado en las coordenadas 28°20′18″N 81°38′37″O / 28.33833, -81.64361. Según la Oficina del Censo de los Estados Unidos, Four Corners tiene una superficie total de 129.8 km², de la cual 120.08 km² corresponden a tierra firme y (7.49%) 9.72 km² es agua.

## Demografía
Según el censo de 2010, había 26.116 personas residiendo en Four Corners. La densidad de población era de 201,2 hab./km². De los 26.116 habitantes, Four Corners estaba compuesto por el 76.08% blancos, el 8.01% eran afroamericanos, el 0.54% eran amerindios, el 2.48% eran asiáticos, el 0.14% eran isleños del Pacífico, el 9.24% eran de otras razas y el 3.51% pertenecían a dos o más razas. Del total de la población el 30.09% eran hispanos o latinos de cualquier raza.